# London and North Western Railway

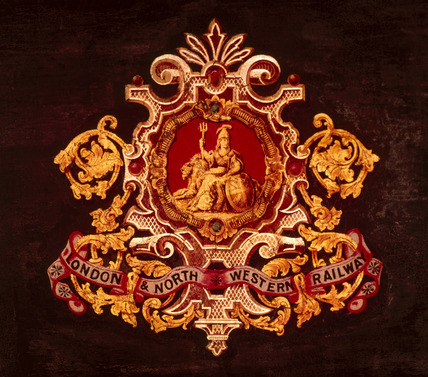
Armoiries du London & North Western Railway.

Le London & North Western Railway (Chemin de fer de Londres au Nord-ouest, LNWR) était une société de chemin de fer au Royaume-Uni, qui a existé de 1846 à 1922 où, à la suite du Railways grouping act (en) elle est devenue une partie du London, Midland and Scottish Railway.

## Historique

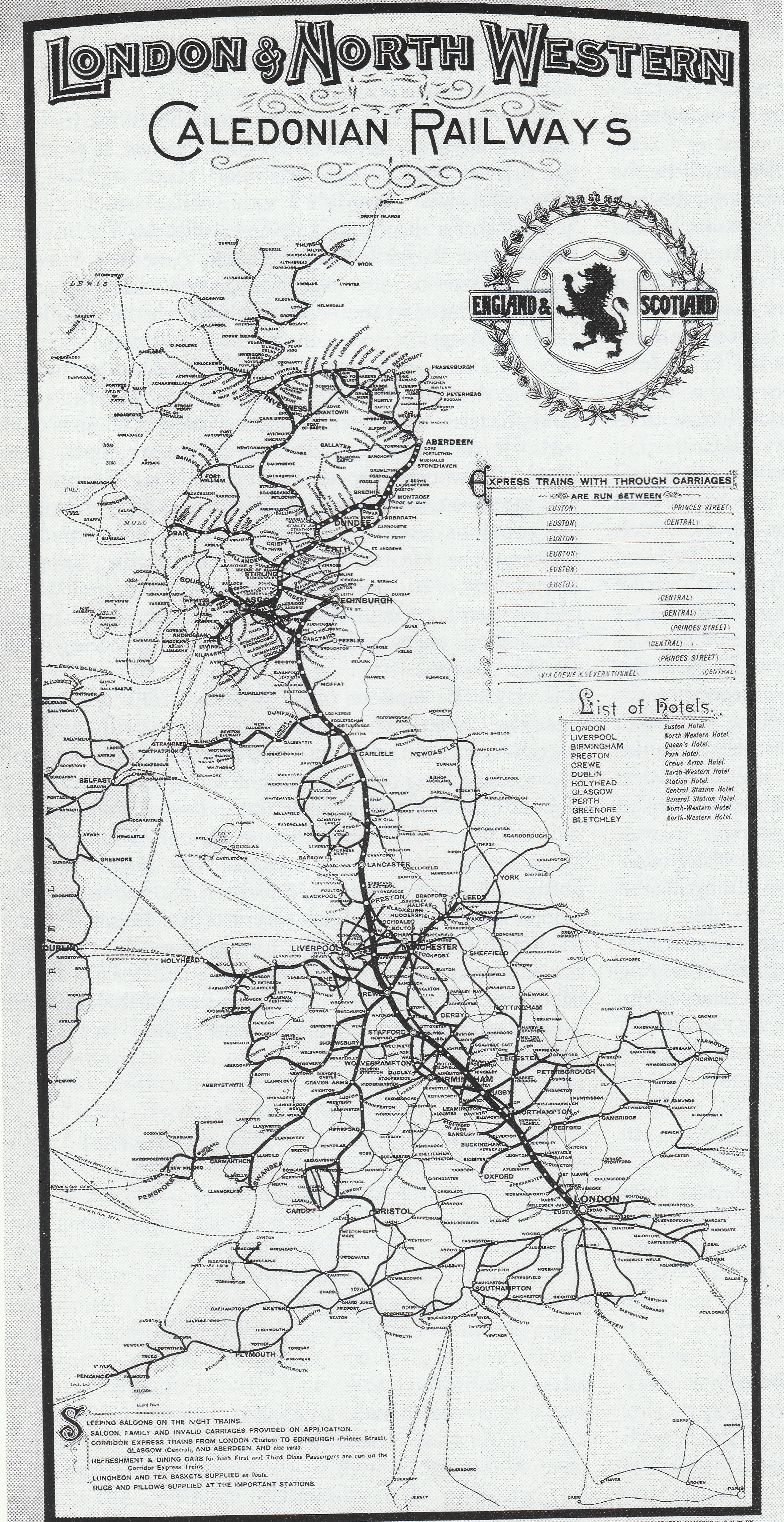
Carte du LNWR vers 1900.

Créée en 1846 par fusion du Grand Junction Railway, London and Birmingham Railway (en) and the Manchester and Birmingham Railway (en) afin de rivaliser avec le Great Western Railway, elle a ses quartiers généraux dans le terminus londonien d'Euston. Au cours de la période 1846-1909, elle rachète au-moins 64 compagnies ferroviaires, parfois sous la forme de joint-line avec un réseau rival, et finit par acquérir dans sa totalité le Lancashire and Yorkshire Railway en 1921. Durant la seconde moitié du XIXe siècle, le LNWR fut même la plus grande société par actions au monde générant des bénéfices supérieurs à tous les autres réseaux britanniques.
Son réseau s'étendait de Londres à Carlisle avec une desserte de Leeds, Holyhead, Liverpool, Manchester, Pembroke, Bristol ou Peterbourough. Les ateliers de la compagnie, où sont construites plus d'un millier de locomotives du conçues par le LNWR, sont implantés à Crewe. Un partenariat avec le Caledonian Railway lui donne accès à l’Écosse, à la fois Édimbourg et Glasgow.
La ligne principale du LNWR relie Londres-Euston à Birmingham, Liverpool et Manchester ; avec son extension par la ligne principale du Caledonian, elle correspond peu ou prou à l’itinéraire actuel de la West Coast Main Line.
Le regroupement des compagnies britanniques, accompli en 1923, donne naissance au London, Midland and Scottish Railway par fusion du Midland Railway, du LNWR, du Caledonian et de plusieurs compagnies aux réseaux moins étendus.

## Matériel roulant
En 1888, la société disposait de 2323 locomotives à vapeur, ainsi que 58.182 voitures et wagons. En 1905, il y avait 3055 locomotives, ainsi que 84.382 voitures et wagons.

### Vapeur
Les locomotives à vapeur du London and North Western Railway étaient presque toutes construites dans les ateliers de la compagnie, à Crewe. L'extension considérable du réseau du LNWR, ses ramifications, les trains directs jouissant d'un droit de passage sur les lignes d'autres compagnies et la forte densité des dessertes marchandises et voyageurs ont généré une flotte pléthorique à quatre chiffres. Avec 857 exemplaires (auxquels s'ajoutent 86 produits pour le Lancashire & Yorkshire) les locomotives pour trains de marchandises de la classe DX, produites entre 1858 et 1874, sont la plus grande classe de locomotives de toute l'histoire des chemins de fer britanniques.
De 1846 à 1862, le LNWR a trois chaires de Chief Mechanical Engineers (CME) chacun responsable d'une division de la compagnie. Par la suite, la conception des locomotives est centralisée et confiée à John Rambsbottom, qui avait déjà occupé ce poste aux divisions Nord et Nord-Est et avait originellement été nommé en 1842 par le Manchester and Birmingham Railway ; il est notamment responsable de la création des locomotives de la classe DX, ainsi que des classes Problem, Samson et Special Tank. Il est remplacé en 1871 par Francis Webb qui, en ardent partisan du compoundage, produira diverses séries de locomotives à trois puis quatre cylindres compound dont celles des classes Experiment et Greater Britain qui n'ont aucune bielle de liaison entre leurs deux roues motrices ; on lui doit aussi les compounds plus ordinaires de la classe Jubilee, les 040 pour trains de marchandises lourds des classes A et B ainsi que des locomotives à simple expansion telles que les Renewed Precedent, les 5ft 6in Tank ou encore une reconstruction de la classe DX les rendant aptes aux services voyageurs. Les successeurs immédiats de Webb, George Whale nommé en 1904 et Charles Bowen Cooke, en 1910, reviendront à la technologie de la simple expansion, transformant parfois des compounds de Webb, et créeront de nouveaux modèles parmi lesquels les classes Precursor, Experiment (Ten wheel), George the Fifth, D et Super D ainsi que les Claughton, modèle pour voyageurs le plus puissant du LNWR ; Cooke sera le premier à doter les locomotives du LNWR de la surchauffe. Hewitt P. M. Beames, en poste de 1921 à 1922 ne produira que trois modèles de disposition 040 et 042T, notamment la classe G2, tandis que George Hughes, arrivé du Lancashire & Yorkshire en 1922, n'aura pas le temps de produire de modèle nouveau avant la fusion donnant naissance au LMS.

### Électricité
Le London and North Western réalise son premier programme d'électrification de lignes de la banlieue de Londres en 1914 et l'absorption du Lancashire and Yorkshire Railway apporte les réseaux électrifiés de la banlieue de Liverpool et Manchester ; le LNWR n'y exploitera que des automotrices. En outre, des trains électriques du District Railway parcouraient cette ligne en partie détenue par le LNWR.
Le LNWR possédera en tout :
- 4 rames triples à couloir central à la technologie fournie par Siemens ;
- 113 rames triples à couloir central (et huit motrices de réserve) dont la motorisation a été développée par Orelikon ;
- (en copropriété avec l'Underground Electric Railways Company) les 12 rames sextuples dites Watford Joint Stock (en) au gabarit métro mais adaptées aux quais hauts afin de rouler à la fois sur la Bakerloo line du Metropolitan et les lignes électrifiées du LNWR.

Après la reprise, le LMS développera des rames fort semblables à celles du LNWR mais dotées compartiments à portières latérales ; elles serviront à la fois sur le réseau londonien et celui de Liverpool.

### Voitures
Comme les autres réseaux britanniques, le LNWR faisait un emploi généralisé de voitures à compartiments et portières latérales. Au tournant du XXe siècle apparaissent les premières voitures à bogies à couloir partiel (sans intercirculation) puis des trains complets dotés de soufflets d'intercirculation. Certaines voitures-restaurants, lits et salons étaient montés sur des bogies à six roues. Elles sont réalisées avec une caisse en bois tôlée peinte en blanc cassé et en brun foncé à filets dorés.
Afin d'assurer la continuité des express vers l’Écosse, le LNWR et le Caledonian conviennent d'un partage du matériel remorqué (voitures et fourgons) regroupés au sein du West Coast Joint Stock. Le matériel était fréquemment renouvelé afin de garantir la qualité de ces trains de prestiges ; aux termes d'un délai de 10-20 ans, les voitures du WCJS étaient reversées à ces deux administrations respectives et utilisées sur des trains plus secondaires.

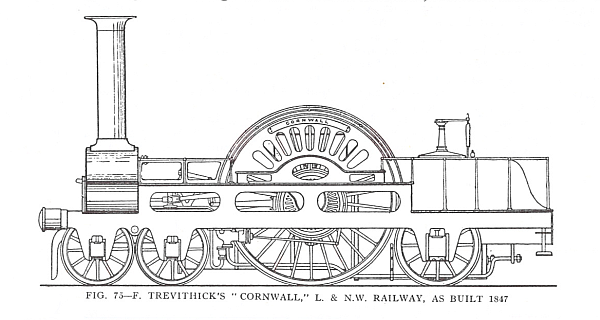
Prototype "Cornwall" de 1847.
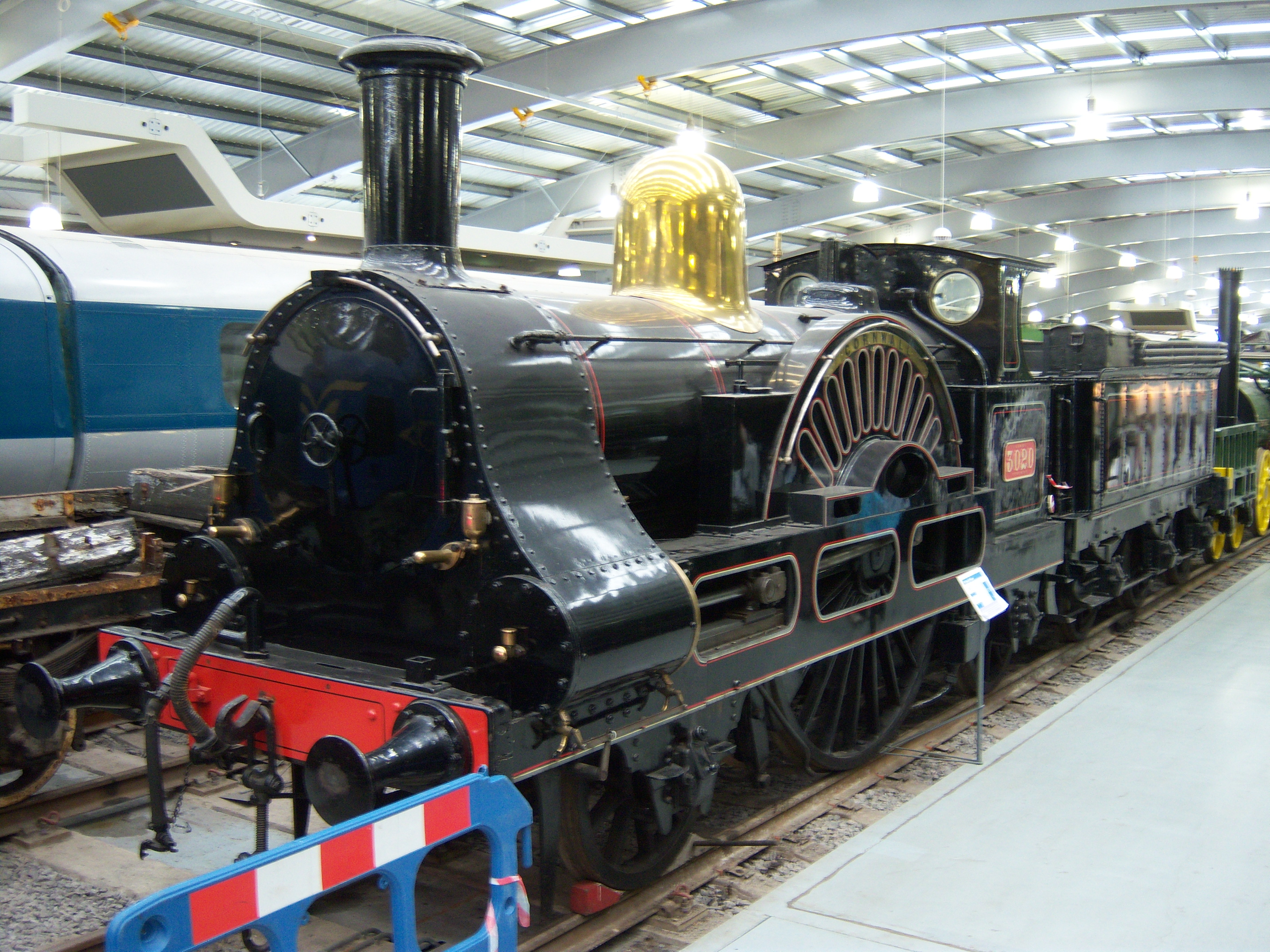
Dotée d'une chaudière plus conventionnelle, cette locomotive a  fini sa carrière comme pièce de musée.
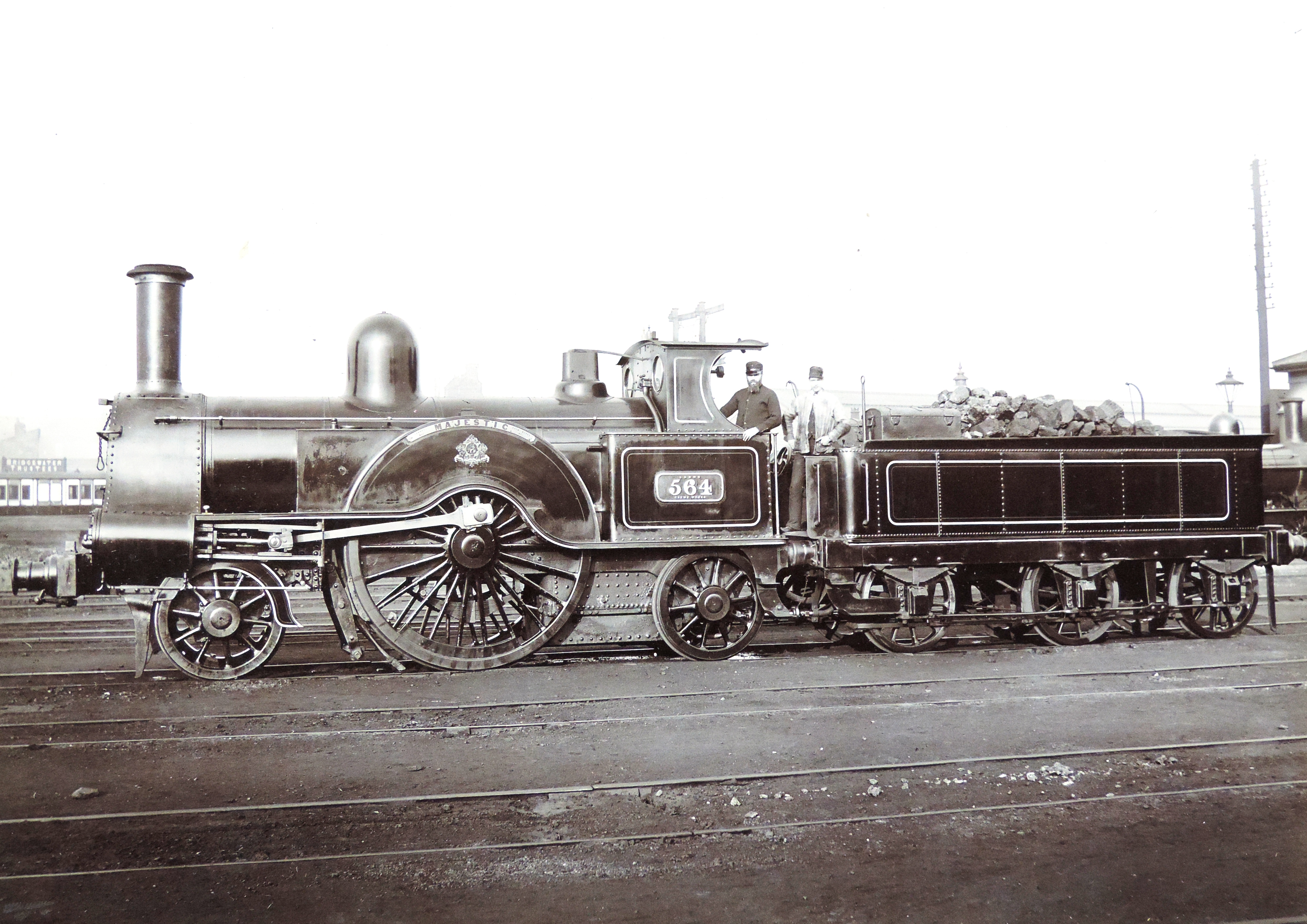
Classe Problem.
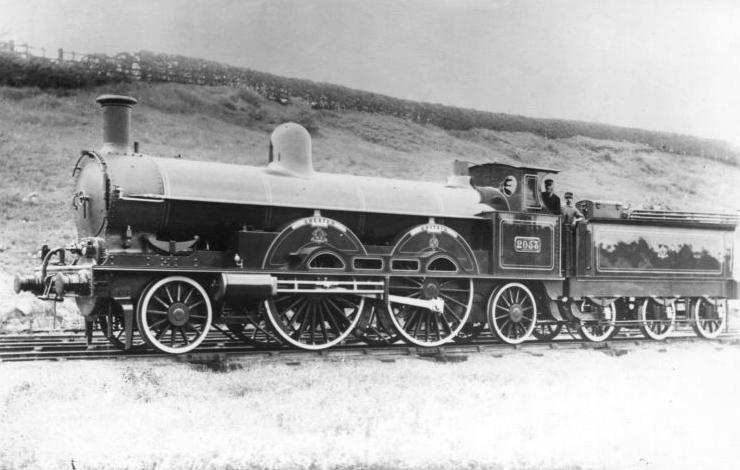
Greater Britain compound.
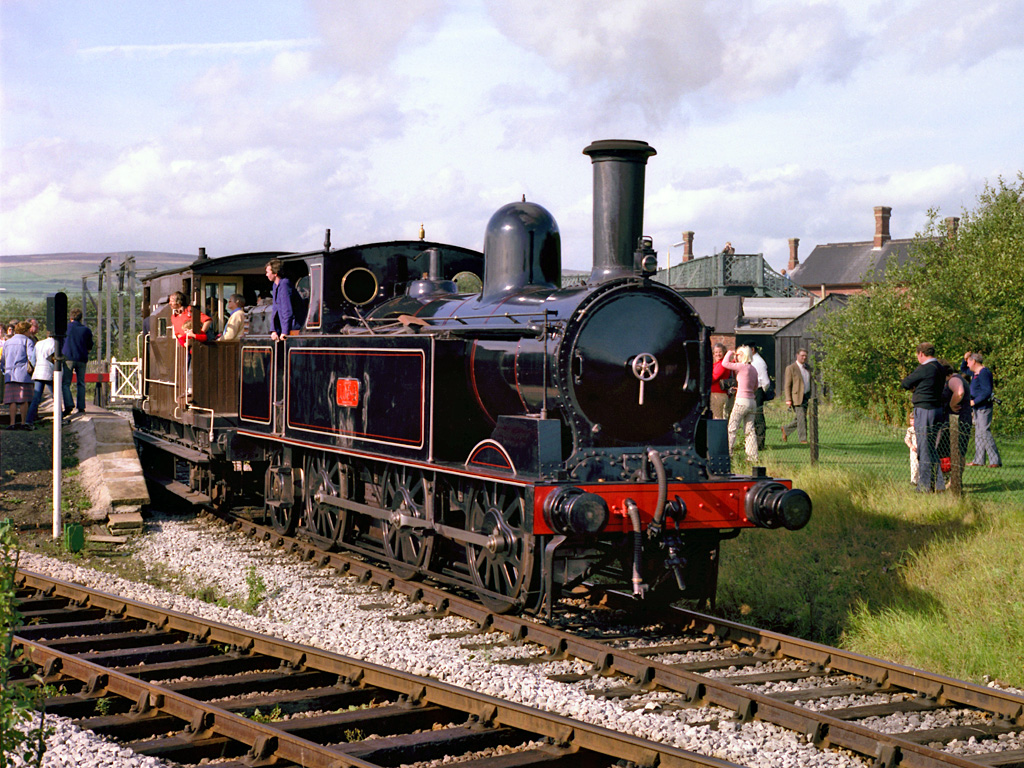
Coal Tank développée par Webb.
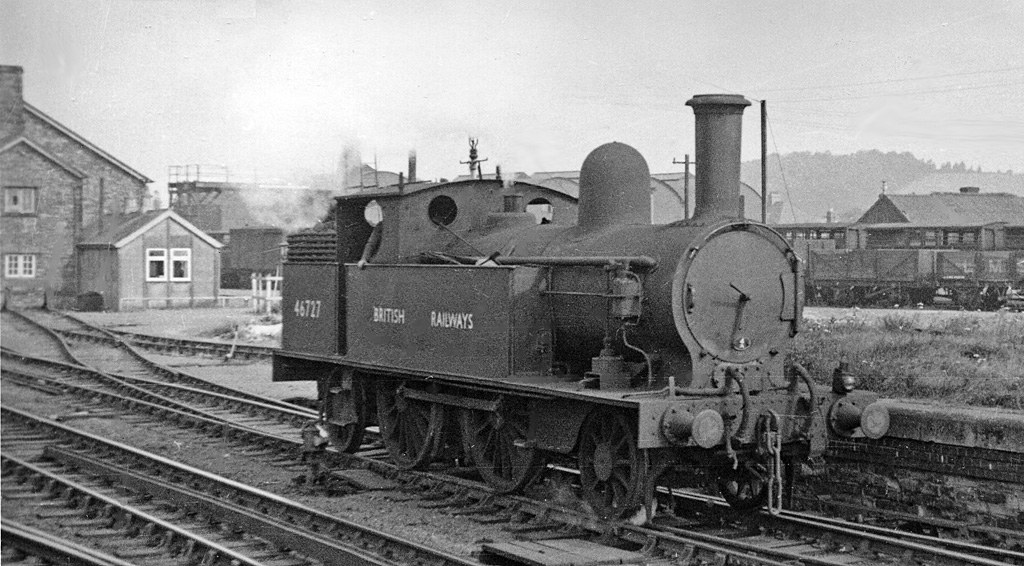
Une 5ft 6in de 1895 encore utilisée par les British Railways jusqu'en 1952.
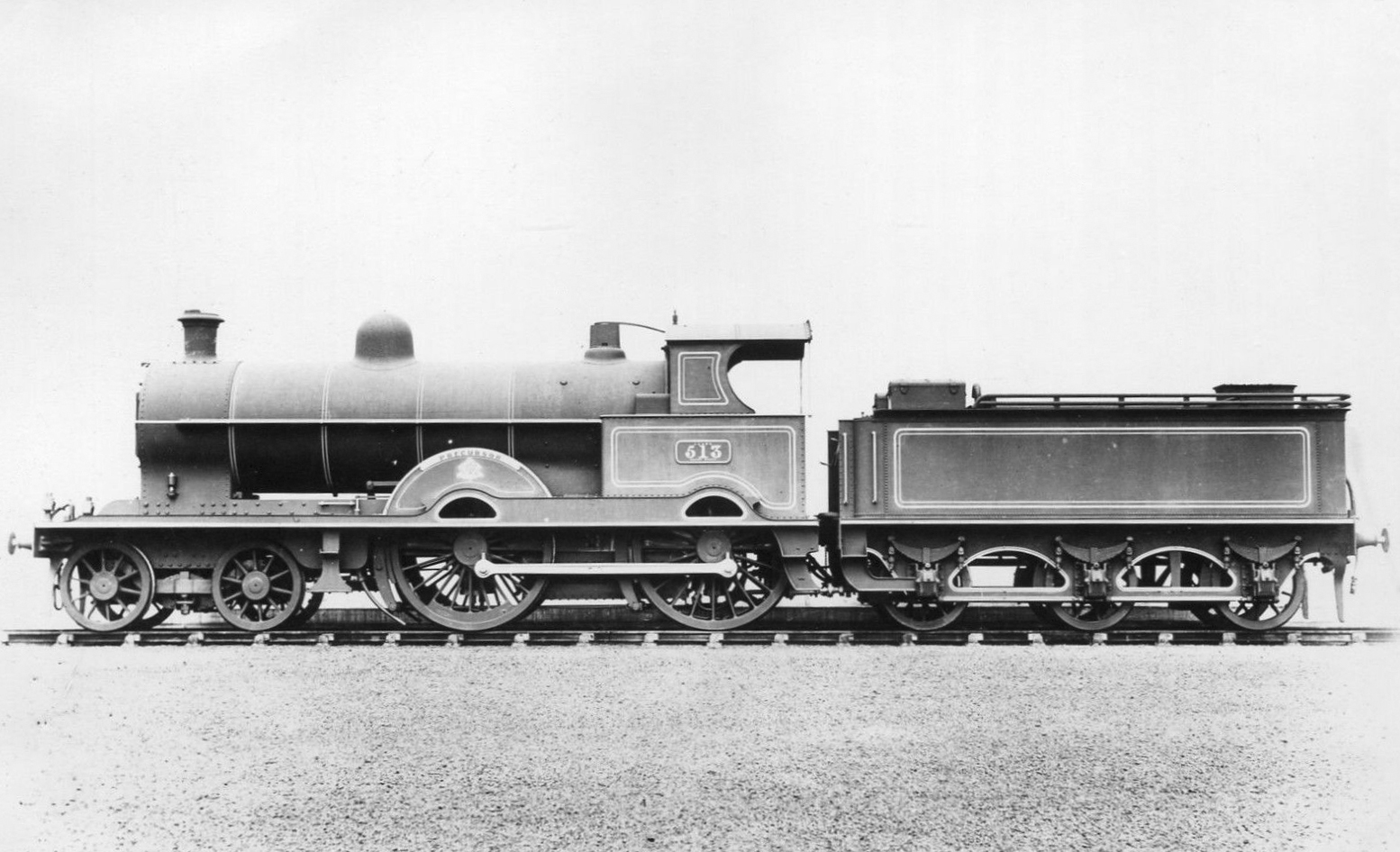
Precursor.
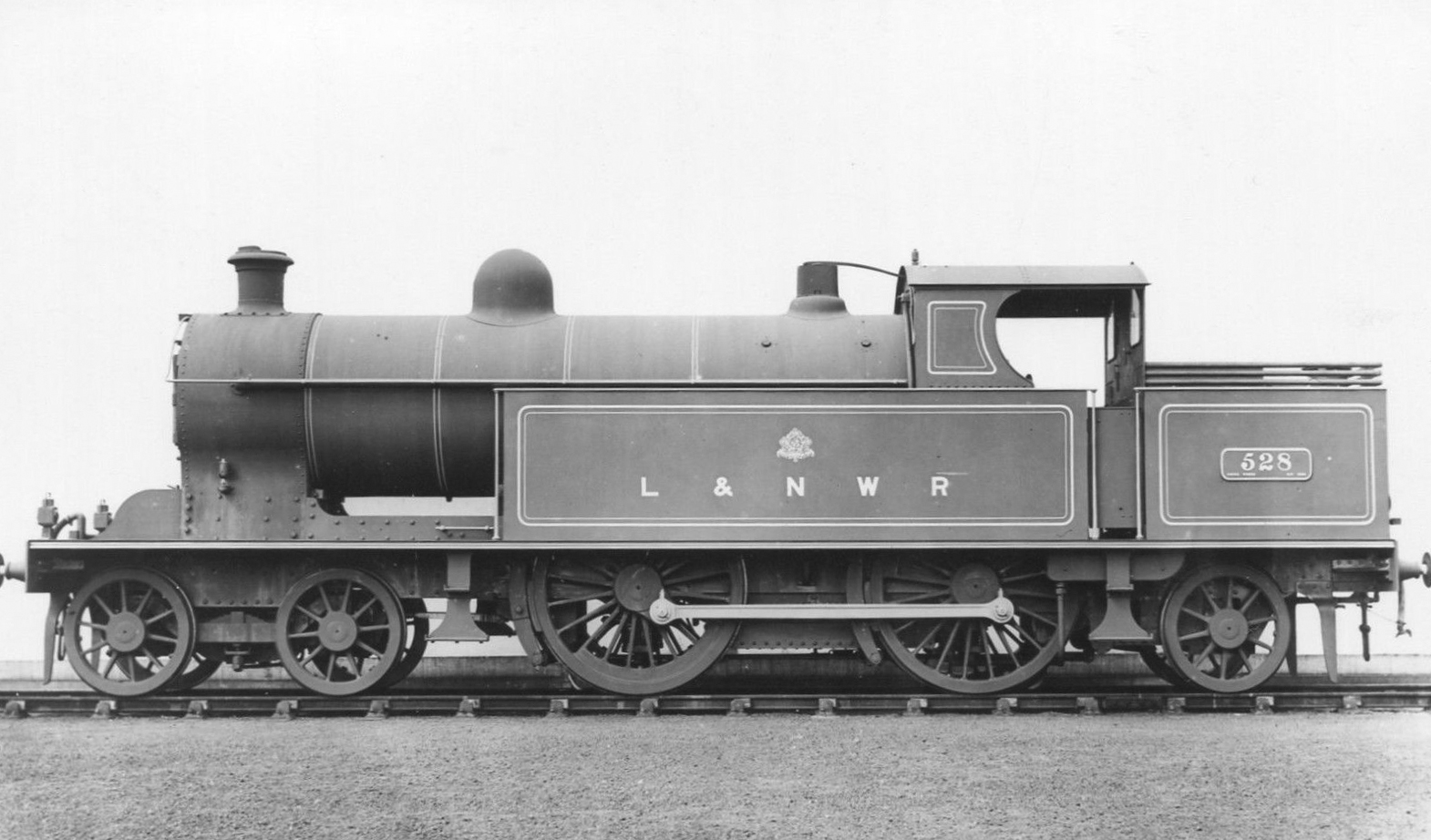
Precursor Tank.
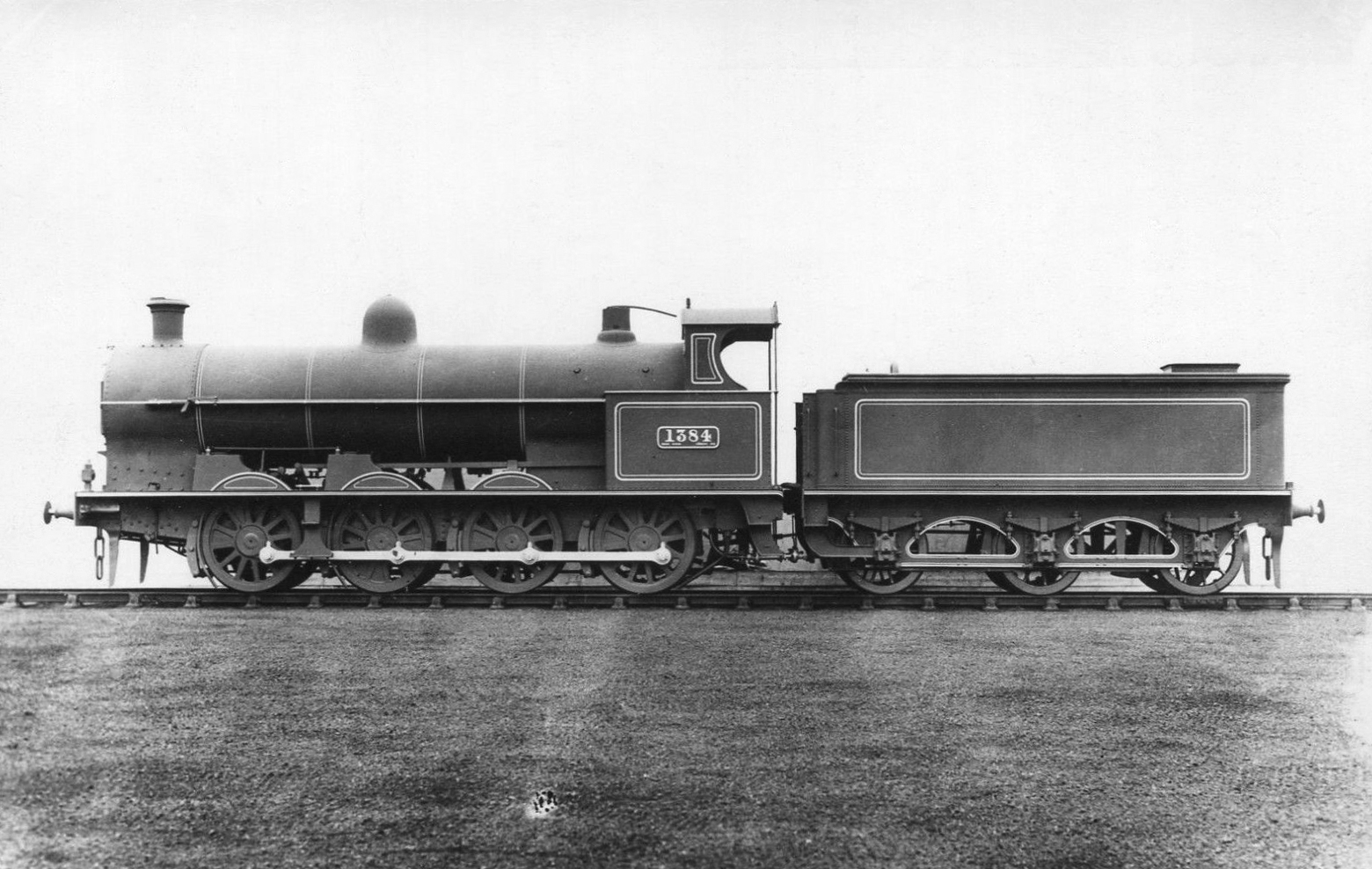
Classe G1 à surchauffeur.
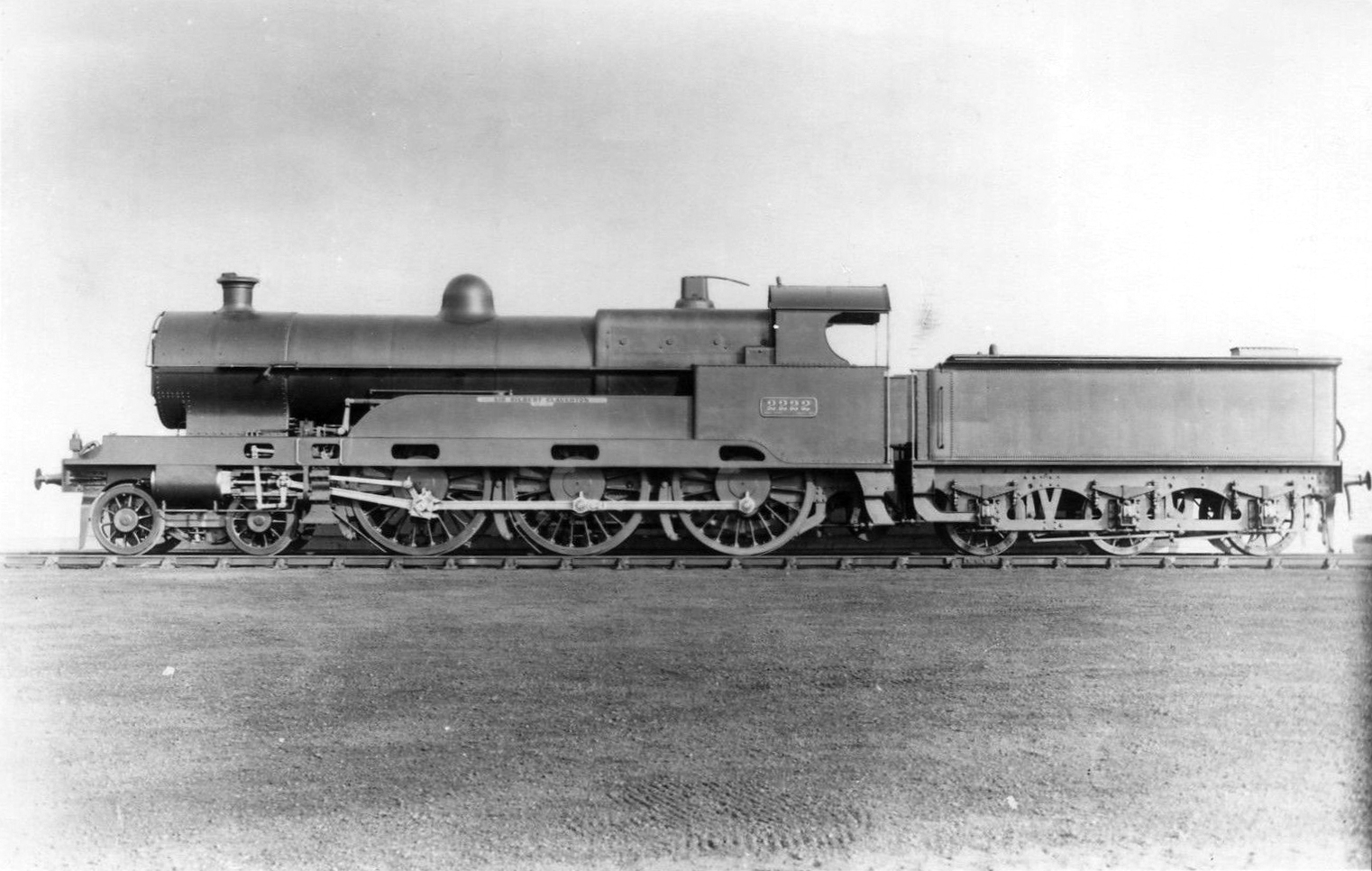
Une Claughton en état d'origine.
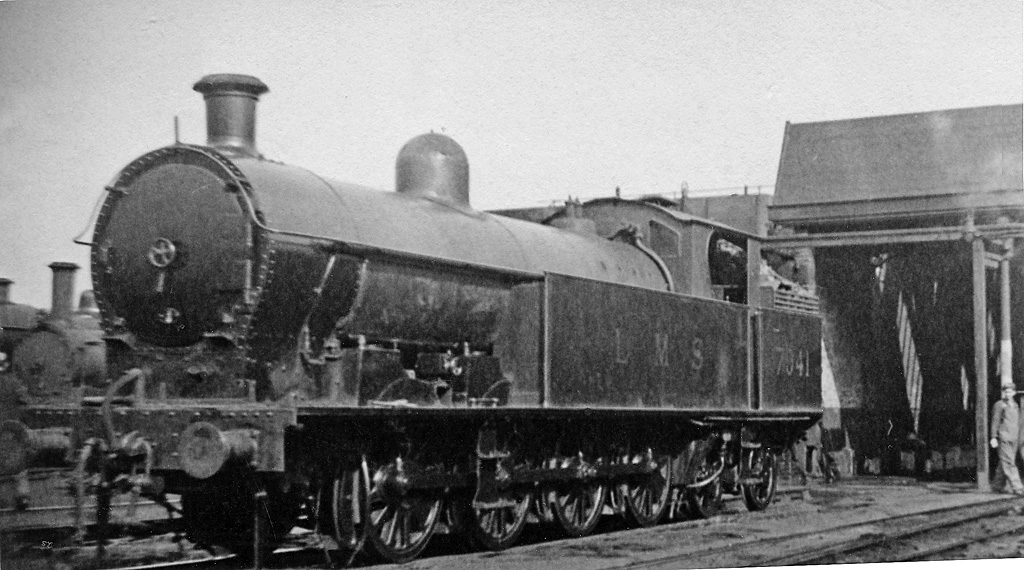
Une 042T développée par Beames.
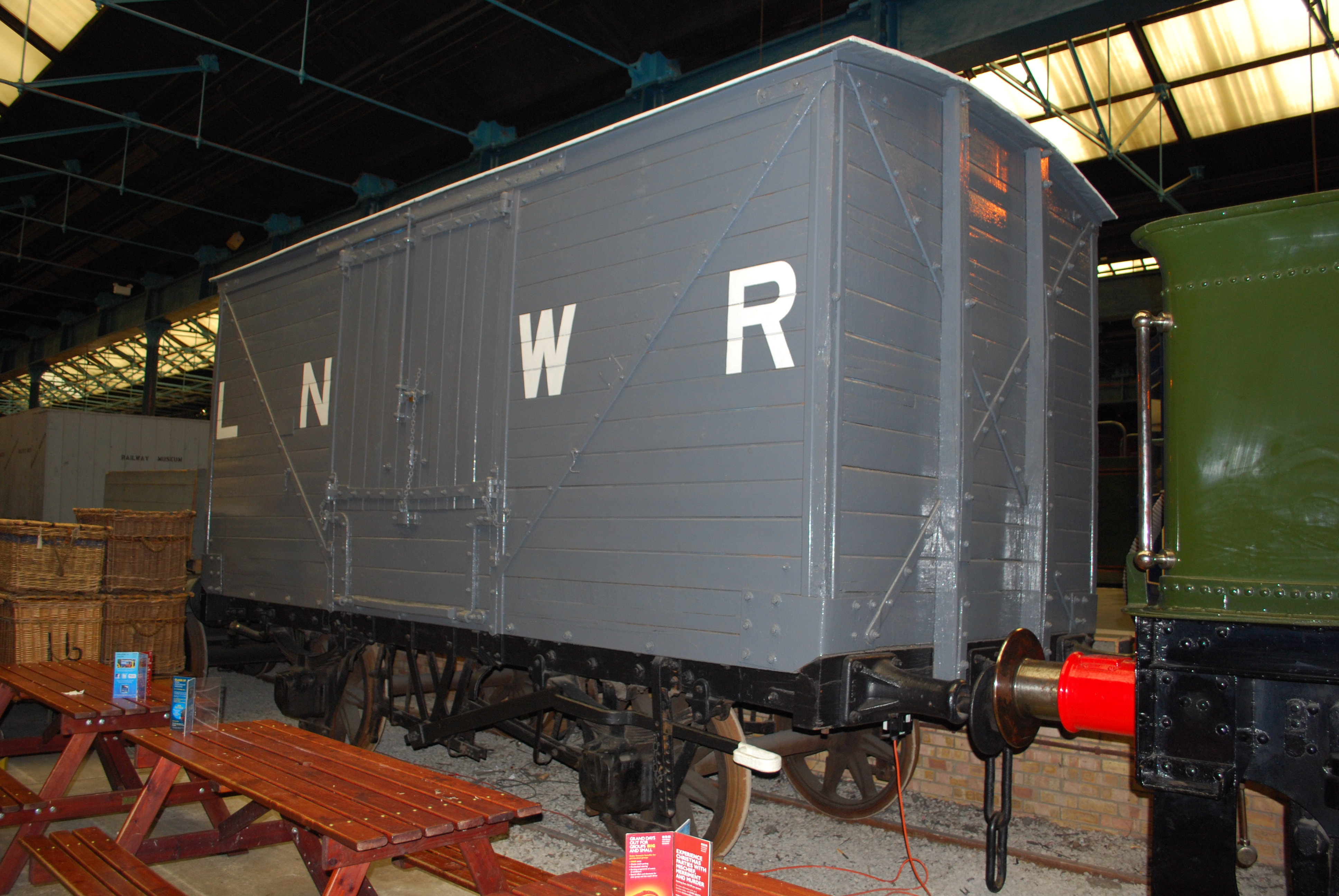
Wagon couvert de 1917.
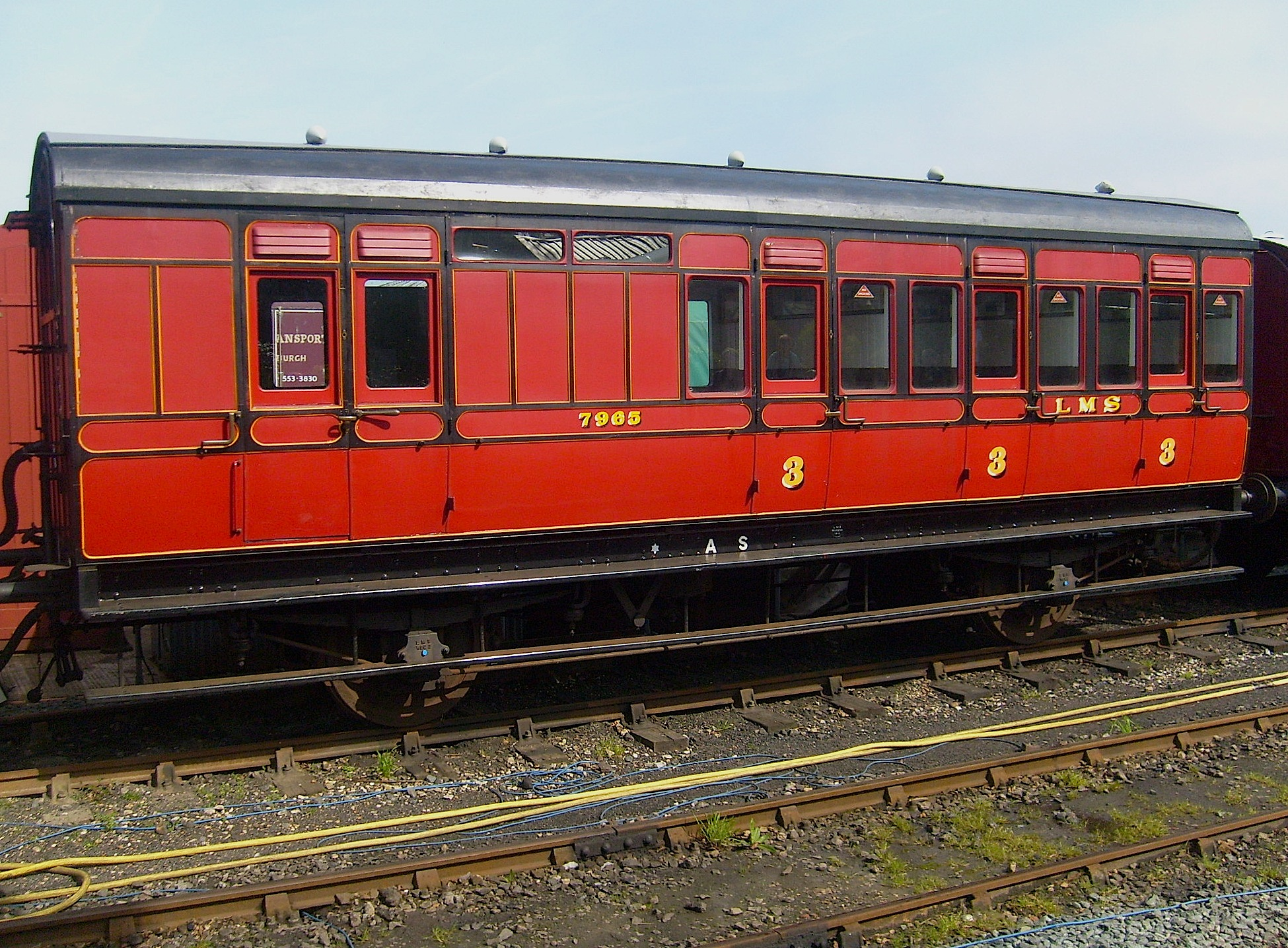
Voiture mixte troisième classe-fourgon à deux essieux (en livrée LMS).
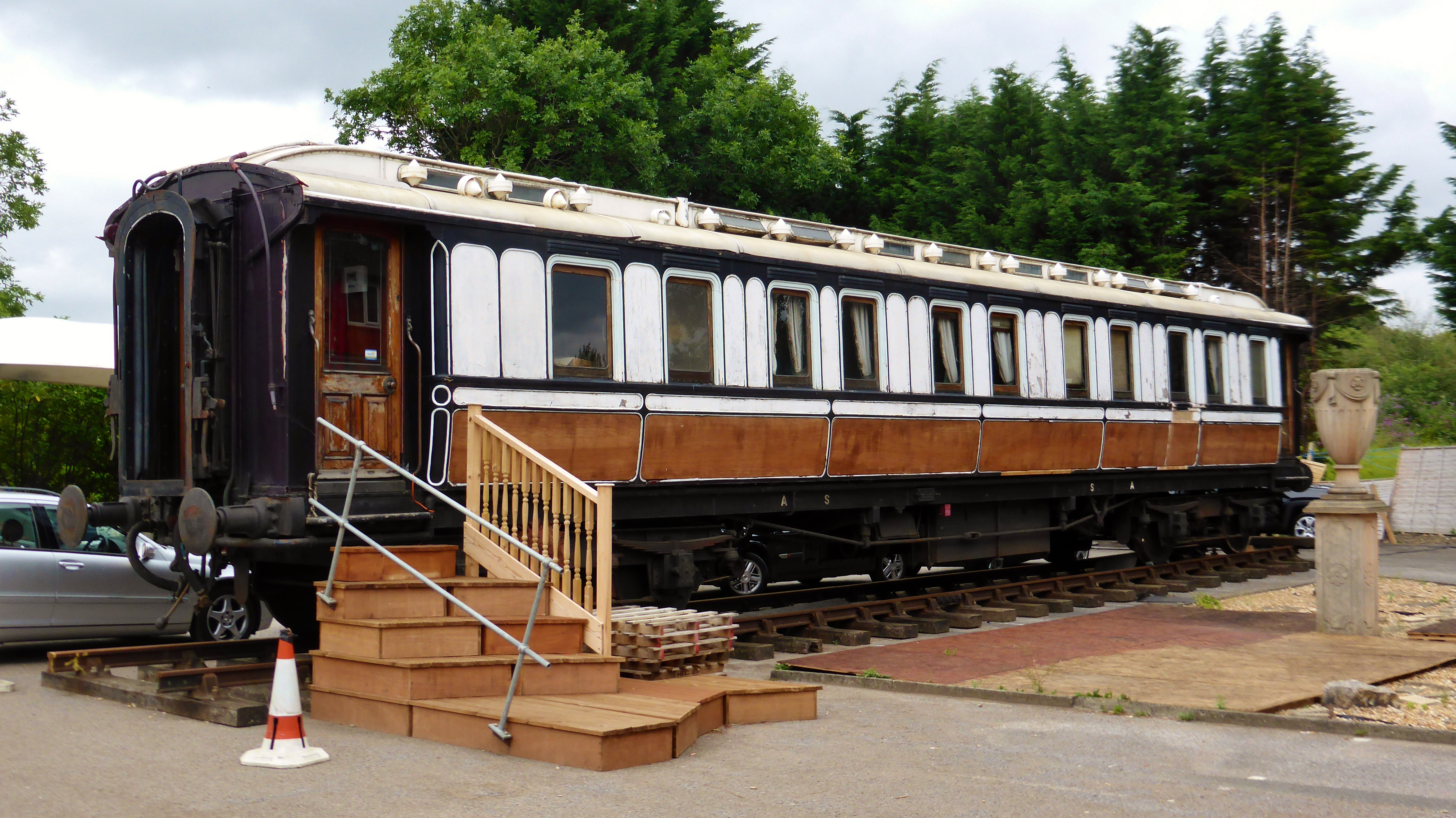
Voiture-salon qui a accompagné le train royal.
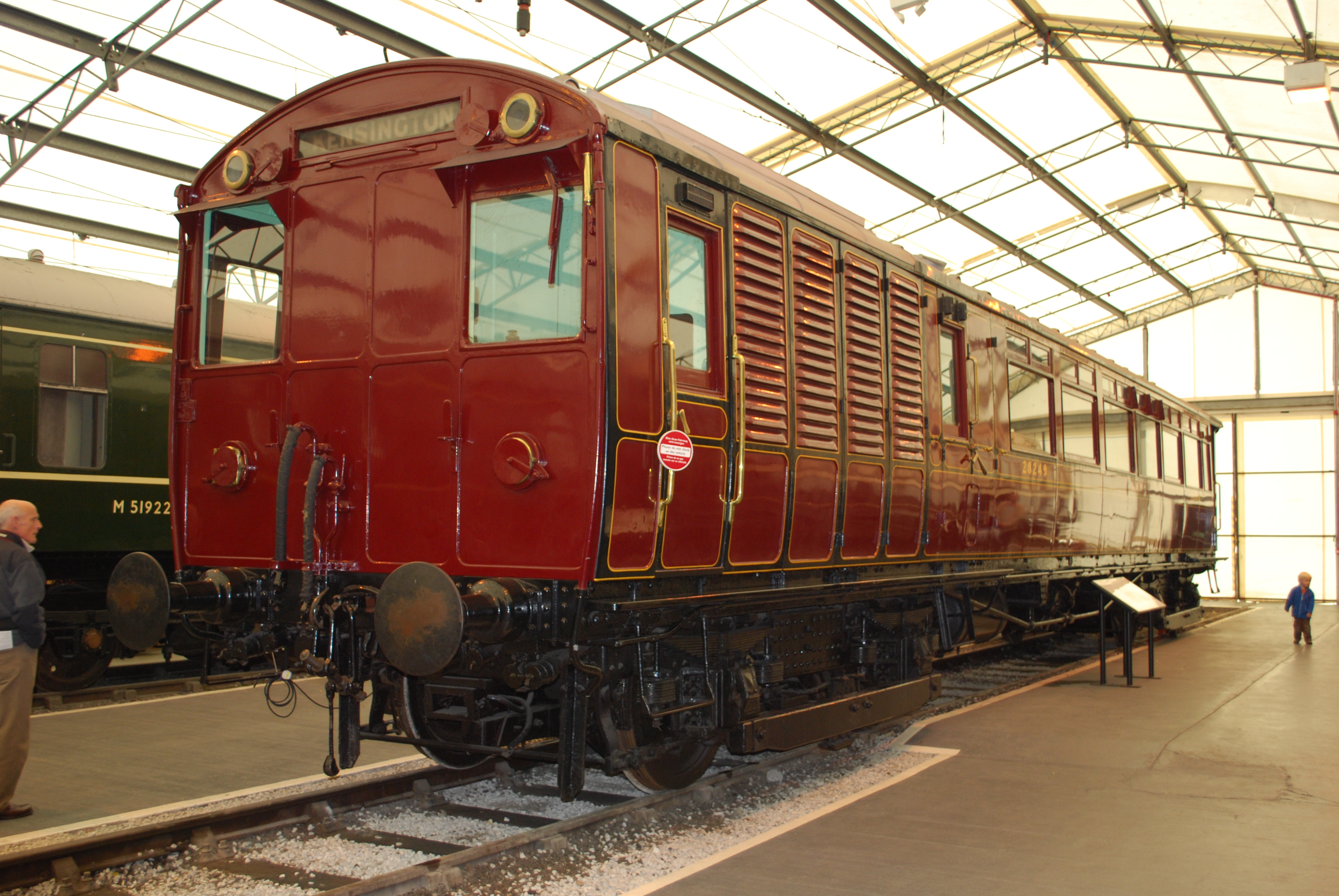
Automotrice Orelikon de la banlieue de Londres.